# Śaktismo

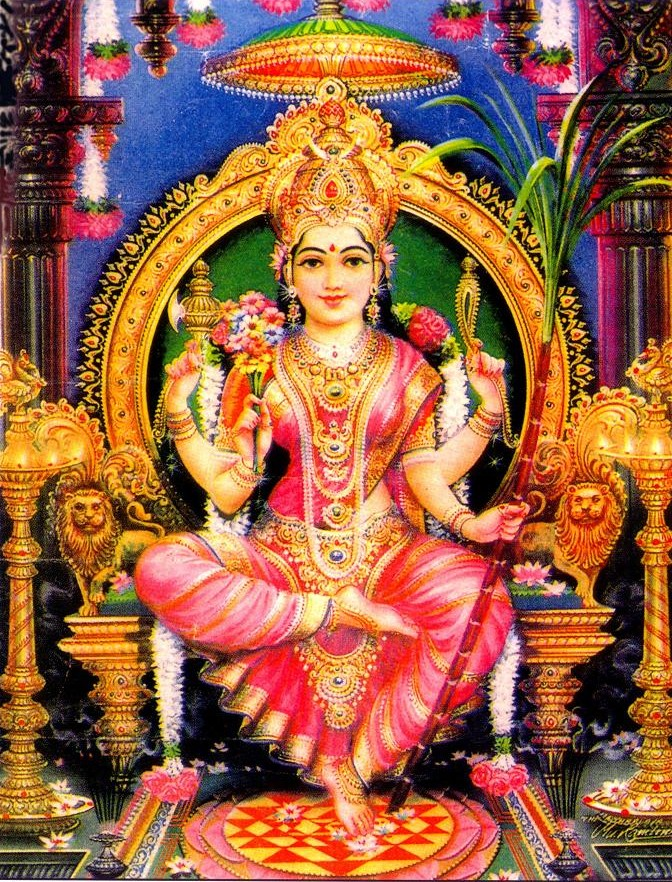
La dea Lalitā, in un'immagine devozionale degli anni '20 del XX secolo

Lo Śaktismo (in sanscrito शाक्त, Śākta, con grafia inglese Shaktismo, è quella corrente iniziatico-religiosa dell'induismo che adora la Mahādevī ("Grande Dea") nella sua molteplice forma di Śakti (s.f. "Potenza [assoluta]").
I devoti di questo culto vengono detti śakta.
Lo Śaktismo è insieme allo Śivaismo, con cui condivide delle affinità teologiche, e al Viṣṇuismo, una delle tradizioni dell'induismo.
Tale corrente ha subito in epoca recente una sua suddivisione in due indirizzi:
- quella detta del kaulismo e che inerisce ai seguaci della dea Kālī (Signora del Tempo e della Notte), praticanti la cosiddetta via "della mano sinistra" (vāmācāra), ovvero una condotta religiosa che intende andare al di là delle regole e dei veda;
- quella detta dello śrīkaulismo, che riguarda i devoti della dea Lalitā ("Signora dell'Amore"), detta anche Tripurasundarī ("Bella delle tre città"), praticanti la cosiddetta via "della mano destra" (dakṣiṇācāra).

## Festività
- Diwali (Festa delle luci)